# Cinzia Roccaforte
Cinzia Roccaforte (Perugia, 24 luglio 1975) è un'attrice italiana.

## Biografia
Cresciuta a Bastia Umbra, nel 1990 vince il concorso di bellezza Miss Teenager, riservato alle ragazze minorenni. Dopo aver terminato il liceo, si iscrive alla scuola di recitazione "Scaletta" di Roma. Poco dopo viene lanciata nel suo primo ruolo da protagonista nel film Fermo posta Tinto Brass del 1995, in cui recita nuda.
Dopo l'esperienza con Tinto Brass, interpreta il ruolo di Ubalda nel remake Chiavi in mano del 1996 di Mariano Laurenti ed è la protagonista del film La iena di Joe D'Amato. Successivamente si trasferisce a Los Angeles, dove continua a studiare recitazione iscrivendosi al Lee Strasberg Theatre and Film Institute e consegue una laurea all'Università della California a Los Angeles. Ha ottenuto ruoli in diversi film indipendenti, video musicali e spot pubblicitari di produzione italiana e americana.

## Filmografia
- Fermo posta Tinto Brass, regia di Tinto Brass (1995)
- Chiavi in mano, regia di Mariano Laurenti (1996)
- La iena, regia di Joe D'Amato (1997)
- Aria compressa - Soft Air, regia di Claudio Masin (1997)
- Io, tu e tua sorella, regia di Salvatore Porzo (1997)
- Odi et Amo, regia di Maurizio Anania (1998)
- Io, me & Irene (Me, Myself and Irene), regia di Peter e Bobby Farrelly (2000) – non accreditata
- Local Boys, regia di Ron Moler (2002)
- Kelton's Dark Corner: Trilogy One, regia di Vasily Shumov (2009)
- Wilde Salomé, regia di Al Pacino (2011)
- Looking for Clarissa, regia di Victor Alfieri (2013)